# Campomanesia lundiana
É uma espécie de Campomanesia extinta, nativa do Rio de Janeiro.

## Sinônimos
Lista de sinônimos segundo o Reflora:
- Basiônimo Britoa lundiana Kiaersk.

## Morfologia e Distribuição
Arbusto ou árvore, original do Rio de Janeiro. Algumas características como as do fruto são possibilidades uma vez que não foi coletado na natureza. Sua casca era fissurada com sulcos delicados. Sua folhas eram entre 7.5 e 12 compr. (cm) mais da metade das folha(s), de domácia ausente(s), base aguda, margem inteira/revoluta, o pecíolo desenvolvido. Inflorescência axilar, tipo uniflora/dicásio trifloro. Flor com sépalas triangulares, botão-floral aberto com 5 lobos, com 5 pétalas e bractéolas caducas. Os frutos possivelmente verde, imaturo e amarelo, quando maduro e de 2-8 sementes por fruto.